# 나종민
나종민(羅種民, 1963년 ~ )은 대한민국의 제10대 문화체육관광부 제1차관을 맡고 있는 공무원이다. 본관은 나주이며, 광주광역시 출신이다.

## 학력
- 광주고등학교 졸업
- 고려대학교 행정학 학사
- 한양대학교 대학원 관광학 석사
- 경희대학교 대학원 관광학 박사

## 경력
- 1987년 행정고시 31회
- 2006년 ~ 2007년 : 문화관광부 관광정책과장
- 2007년 ~ 2008년 : 국립현대미술관 기획운영단장
- 2008년 ~ 2010년 : 문화체육관광부 정책기획단
- 2010년 ~ 2011년 : 대한민국예술원 사무국장
- 2011년 ~ 2012년 : 국립중앙박물관 교육문화교류단장
- 2012년 ~ 2013년 : 문화체육관광부 대변인
- 2013년 ~ 2014년 : 문화체육관광부 문화정책국장
- 2014년 ~ 2016년 : 문화체육관광부 종무실장
- 2016년 ~ 2017년 : 동국대학교 석좌교수
- 2017년 6월 ~ 2018년 12월 : 제10대 문화체육관광부 제1차관
- 2017년 : 문화체육관광부 장관 직무대행
- 국무총리 규제혁신추진단 자문단 교육·문화 담당